# Brita Saxton
Ulla Brita Saxton, född 1954, är en svensk jurist och ämbetsman samt tidigare generaldirektör för myndigheten Trafikanalys.
Saxton har en jur. kand.-examen. Hon arbetade inom Regeringskansliet 1992–2007, först som rättssakkunnig och sedan 1998 som departementsråd och enhetschef för bland annat infrastrukturenheten på Kommunikationsdepartementet och enheten för regional tillväxt på Näringsdepartementet. Under tiden i Regeringskansliet medverkade Saxton även i flera olika utredningar såsom Ansvarskommittén och Landsbygdskommittén. Från 1 oktober 2007 till 2009 var Saxton generaldirektör för Institutet för tillväxtpolitiska studier (ITPS), som avvecklades 2009.
Från 1 april 2009 var Saxton generaldirektör för Statens institut för kommunikationsanalys (SIKA). Från 1 april 2010 till september 2019 var Saxton generaldirektör vid myndigheten Trafikanalys, som ersatte SIKA.